# D321/322次列车
D321/322次列车是曾经运行于京沪铁路上、北京与上海之间的一个普通动车组车次。此车次的历史可以追溯到运行与北京和上海之间的21/22次列车；随着中国铁路大提速，又先后更名为K21/22次、T21/22次和Z21/22次列车，動車組列车开行后又更名为D321/322次列车。该车曾连续20年保持铁道部“红旗列车”称号，连续4年被铁道部命名为文明服务示范车，2000年被铁道部树为全路“第一品牌列车”，2001年获全国职工职业道德建设十佳单位殊荣，并在2001年9月17日成为全路第一个通过ISO9001-2000版质量体系认证的单位。随着复兴号CR200J型电力动车组投入使用，此车次于2019年初，与同样历史悠久的13/14次列车一道走入历史。

## 21/22次时期
该车次开行于1964年8月，由北京铁路局北京客运段担当，车次为21/22次。
1986年4月1日，北京、上海间的13/14次、21/22次特快旅客列车改为直达特快旅客列车，运行时间由原来的19小时压缩到16小时59分，从而成为当时中国铁路运行速度最快的两趟旅客列车，最高时速可达110公里。列车中途只在济南、蚌埠停车两次，进行技术检查和上水作业，不上下旅客，全部旅客均由始发站到达终点站，车底为蓝底白色条带涂装的22型空调客车（13/14次车底的涂装则为棕红色与奶油色混合）。

## K21/22、T21/22次时期

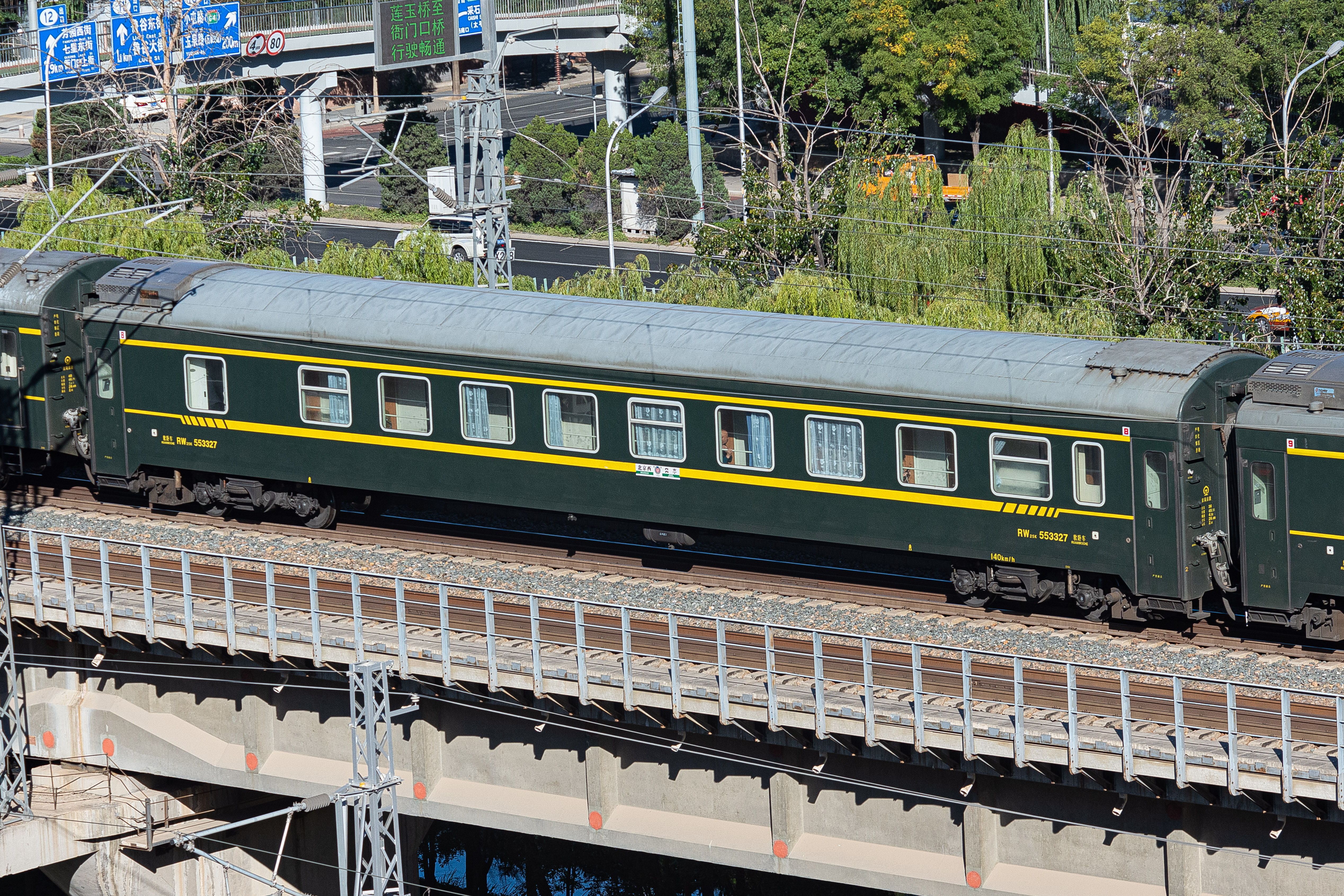
曾用于2001版T21/22次列车的RW25K，现有部分编挂于T175/176次列车中

1997年4月1日，21/22次旅客列车改为K21/22次列车并改用25K型车底，成为当时全路八对跨局快速列车之一，2000年2月10日又更换一批新造25K型客车。2000年10月21日，K21/22次列车改为T21/22次列车，2001年更换车底并被冠名为“新世纪号”。升级为特快列车后，原先的车次被北京至南宁的快速列车采用，而升级为直达后，原先的特快车次又被成都至拉萨的直达列车采用。

## Z21/22次
2004年4月18日，中国铁路实施第五次大面积提速，铁道部新增了19对夕发朝至的直达特快列车，其中T21/22次被升级为Z21/22次车底为四方庞巴迪制造的25T型客车（也混编有RW19K）。
在升级为动车组后，该车次被北京至拉萨的直达列车采用，而原有的车底则转配北京至汉口的Z3/4次列车（后来延长至宜昌东）。自此，京沪间的五对直达特快列车由此全部停运。

## D321/322次
2009年6月15日，原Z21/22次改为D321/322次卧铺动车组列车，始发站为北京南站和上海站，中停站为南京站和苏州站。
截至2016年9月，在京沪间的三对卧铺动车组列车中，D321/322次和D313/314次实施每日开行。
2018年7月1日起，D321/2次列车改由北京站始发终到，单程用时约12小时，同时增加天津西站为经停站。列车使用CRH2E型动车组，可容纳630名旅客。

## 停运
2019年1月5日，在新运行图发布后，D321/2次列车与D313/4次列车一同停运。